# Menoécio
Menoécio (em grego:  Μενοίτιος, "o que se vangloria"), na mitologia grega, é um 
titã (da segunda geração), filho de Jápeto e da oceânide Clímene ou Ásia, irmão de Atlas, Prometeu e Epimeteu. Foi atingido por um raio lançado por Zeus na Titanomaquia e lançado nas profundezas do Tártaro.